# 雷维利亚希赫多群岛
雷维利亚希赫多群岛（Revillagigedo Islands）是墨西哥在太平洋中的一座群岛，位于距下加利福尼亚半岛南端西南450公里的大洋中，属科利马州管辖。该群岛由4座岛屿组成，各岛均为火山岛。
该群岛面积169平方公里，岛上有两个墨西哥的海军基地，驻军和家属共计259人，除此之外该群岛无居民。1533年，西班牙探险家首次发现这一群岛。18世纪，西班牙人以第53任新西班牙总督雷维利亚希赫多伯爵命名该群岛。1861年7月25日，墨西哥总统贝尼托·胡亚雷斯签署宣言，宣布该群岛为墨西哥领土。
该群岛上有着许多独特的物种，因此被称为“墨西哥的小加拉帕戈斯群岛”，尤其以地衣和苔藓闻名，但是自从1869年绵羊被带入岛上以来，许多物种都遭到了威胁。
2016年7月，雷維利亞希赫多群島被選為世界遺產。

## 出處
1. ↑  . Ramsar Sites Information Service.   [25 April 2018]. （原始内容存档于2018-06-13）.
2. ↑  . UNESCO World Heritage Centre. United Nations Educational, Scientific and Cultural Organization.   [19 July 2016]. （原始内容存档于2017-01-26） （英语）.